# Nyctia gilbochaeta
Nyctia gilbochaeta är en tvåvingeart som beskrevs av Andy Z. Lehrer 2005. Nyctia gilbochaeta ingår i släktet Nyctia och familjen köttflugor.
Artens utbredningsområde är Israel. Inga underarter finns listade i Catalogue of Life.